# Limersheim
 Limersheim (en alsacià Limersche) és un municipi francès, situat a la regió del Gran Est, al departament del Baix Rin. L'any 1999 tenia 579 habitants.
Forma part del cantó d'Erstein, del districte de Sélestat-Erstein i de la Comunitat de comunes del cantó d'Erstein.

## Demografia
| 1962 | 1968 | 1975 | 1982 | 1990 | 1999 |
| ---- | ---- | ---- | ---- | ---- | ---- |
| 407  | 422  | 436  | 573  | 572  | 579  |

## Administració
| Període | Identitat  | Partit |
| ------- | ---------- | ------ |
| 2001-   | René Staub |        |